# 東竹圍 (學甲區)
東竹圍是臺灣臺南市學甲區的一個傳統地域名稱，在舊時的學甲十三庄隸屬於下社庄頭，也是47角頭中的聚落之一，其聚落屬於學甲慈濟宮代表選舉八區中的下角區。現代化行政區規劃上為屬學甲區新榮里境內，而此里在規劃成里時會以「新榮」為名，乃因二戰後初學甲多處於經濟蕭條情形，因而當時里民期許此地能有先民篳路襤褸的開墾精神，並又希望未來此地能更為朝氣蓬勃之意。

## 地理位置
整個聚落位於東陽國小的東北邊，四方位置約於舊稱「豬灶」的北邊，東邊範圍在中華路以西之地，北邊約在濟生路以南，南邊則位在建國路以北，以及民族路兩側，整個聚落在學甲鬧區的東稍偏南邊。

## 聚落脈絡
東竹圍的形成與謝姓先祖有密切的關聯，另外，謝姓在整個學甲的開發與發展有一些淵源，這是因為謝姓先人為跟隨明末鄭氏軍隊來臺，而且也是最早在東竹圍開墾的姓氏。然而雖是同一姓氏，但來臺開墾的謝姓先祖卻各來自不同大陸祖地，在整個學甲地區的開發歷程中，謝姓主要有三位不同開基始祖，分別是：謝新凱、謝傑以及謝維良等三個先祖派別，並且這些先祖來學甲時所開墾的地區也皆不同。
謝新凱其在大陸祖籍為在福建福州府連江縣八都曾家楊景鄉，來臺主要開墾的地區在學甲市區的中社中角、中洲、七塊厝、過港仔等地區，而因謝姓在此庄頭的人口迅速增加，日後也因成為中社中角的大姓，故而此聚落便又有中角謝之稱。而在中洲庄落腳的謝姓族人，分別於中洲與過港仔兩聚落，此外，在中洲角頭的族人稱為中洲謝，另外在中洲過港仔的族人中多有些則入贅於邱姓氏族，也有部分進入平和里的學甲寮。最後為謝傑，其原祖籍地於福建漳州府龍溪縣，來臺時落腳於今日新達里的山寮以及瓦寮等地區開墾。
東竹圍仔（Tang-tik-uî-á）開墾的先祖為屬謝維良的派下，其祖先初先落籍為福建泉州府晉江縣城內金銀巷四角井（金魚巷），之後才又遷移到漳州府龍溪縣劉瑞堡二八都岑兜社（琴山），在第4世時來臺進行開墾，初來臺時的族人有謝勃、謝勝助、謝質、謝枝、謝當、謝漢臣等6兄弟，抵臺後即在學甲地區進行開墾，也因其兄弟總共有6人來此地開墾之故，因而後人將其稱為「謝六房」。6人在進入學甲之後首先是落腳於鄰近學甲市區的溪仔墘，因而實際上溪仔墘才是謝維良派在學甲開墾的發祥地，只是之後其族人又分別移墾至東竹圍仔、下社仔、豐和里下草坔等地區，也有部分族人到新達里的山寮開墾，而東竹圍便從此開始有聚落的形成。
入墾於東竹圍仔的先民為顧及生活環境的安全，初期階段大多數的住家在築屋時，多會種植刺竹環繞在屋舍的周圍，也因多數的居民都以圍刺竹作為籬笆，並且聚落又居學甲中心的東邊，故而附近居民便稱聚落為東竹圍。而在聚落形成之後，東竹圍曾出現過二港仔的居民移入聚落，這情形乃是因為當時的二港仔發生嚴重水患，因此二重港一些聚落行遷村而部分移入東竹圍仔。也因東竹圍仔人口數突然的增加，故而在日治時期此地曾與宅口合為學甲七保，二戰結束後曾設村級單位，之後又因行政區的變更成為今日的新榮里。

## 交通
東竹圍位於學甲鬧區的邊緣，然兩庄頭聚落距離不到一公里，故交通便利，鄰近的主要道路為臺19號道路，以及南171及南174號等道路。
臺19線公路約116KM~116.5KM，地域位置約在寶發路（171線）南邊，在日治時期為屬於學甲庄的第九保地區，這裡有兩個聚落即東寮以及東竹圍，而116K處附近，即濟生路與寶發路之間，則有宅口與下社仔兩聚落，現今的行政區歸為新榮里。
至於南174號道路，在8K+500M 地方雖有「學甲」的指標，此路標所指的學甲，所指的便是今日的學甲市區（鬧區），其涵蓋區域大致由西邊的信義路開始，向東將到東外環的中華路，在北邊自三連路開始，一直向南到寶發路，整個區域總面積約有4平方公里。而若以生活圈而言，一般會以學甲慈濟宮為中心，將傳統的十三庄與角頭做各個方向予以區分，可細分為：東、西、南、北、中等五個生活區塊，其中東竹圍位於東邊區塊。

## 宗教
一開始東竹圍庄內並無廟宇，僅有謝姓先祖所祀的李府千歲，也因此庄民便以李府千歲作為護庄神祇，即是此庄開基李王，只是在1970年前後因選舉恩怨，李府千歲的原祀者謝嚴將神尊攜回後，部分庄人破於無奈只得再另雕新李王神尊，其後並以值年爐主方式予以輪祀神尊。  
嗣後，此地也逐漸有家壇的出現，目前東竹圍庄內有開基東鎮府、代巡府以及賴府壇等私人壇，其中開基東鎮府與代巡府主祀皆為李府千歲，而賴府壇主祀則為賴府千歲。而雖這些家壇皆為私人壇，但還是會參與慈濟宮的上白礁祭典活動。

## 圖集

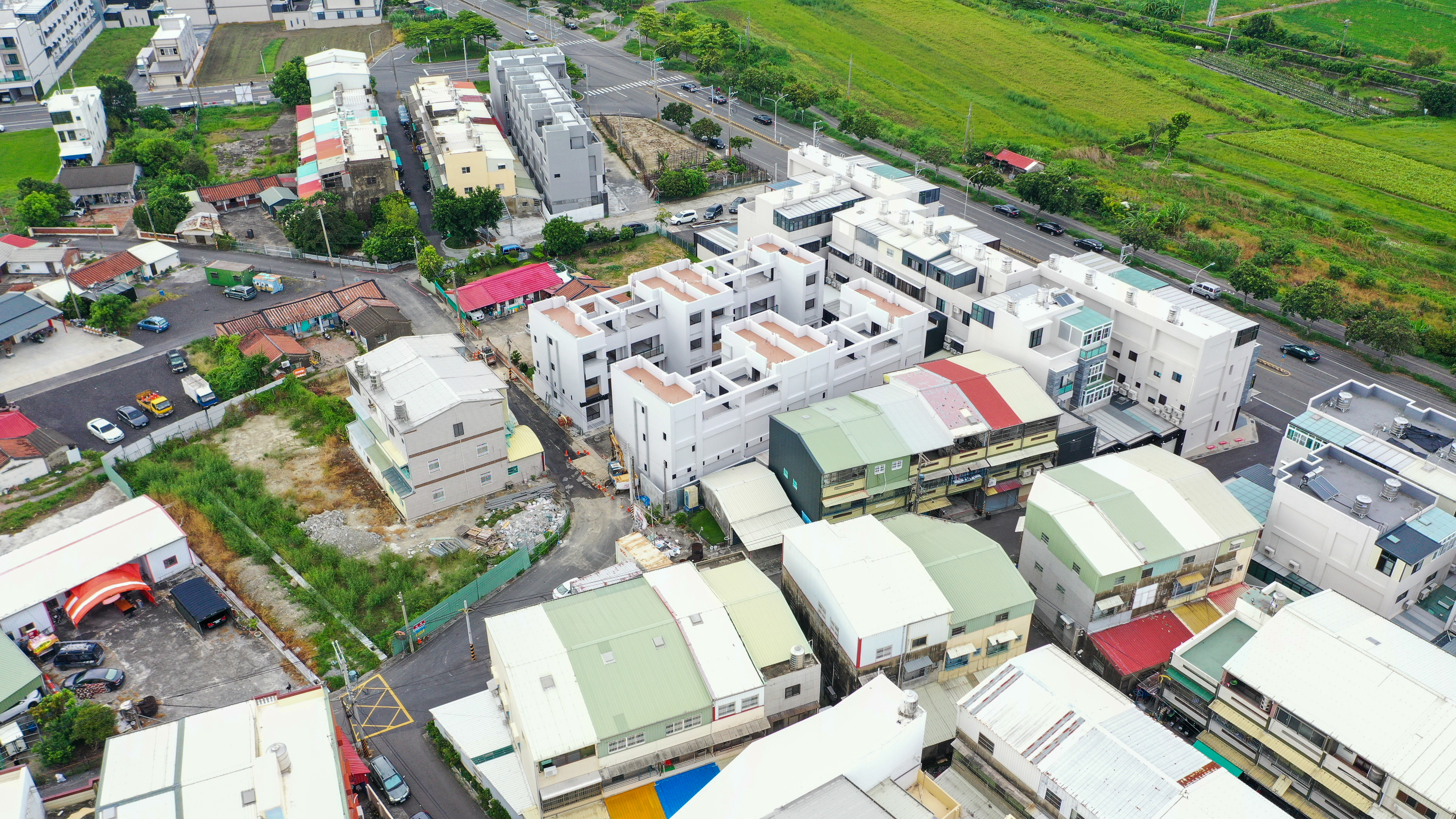
學甲下社東竹圍 - 屋舍
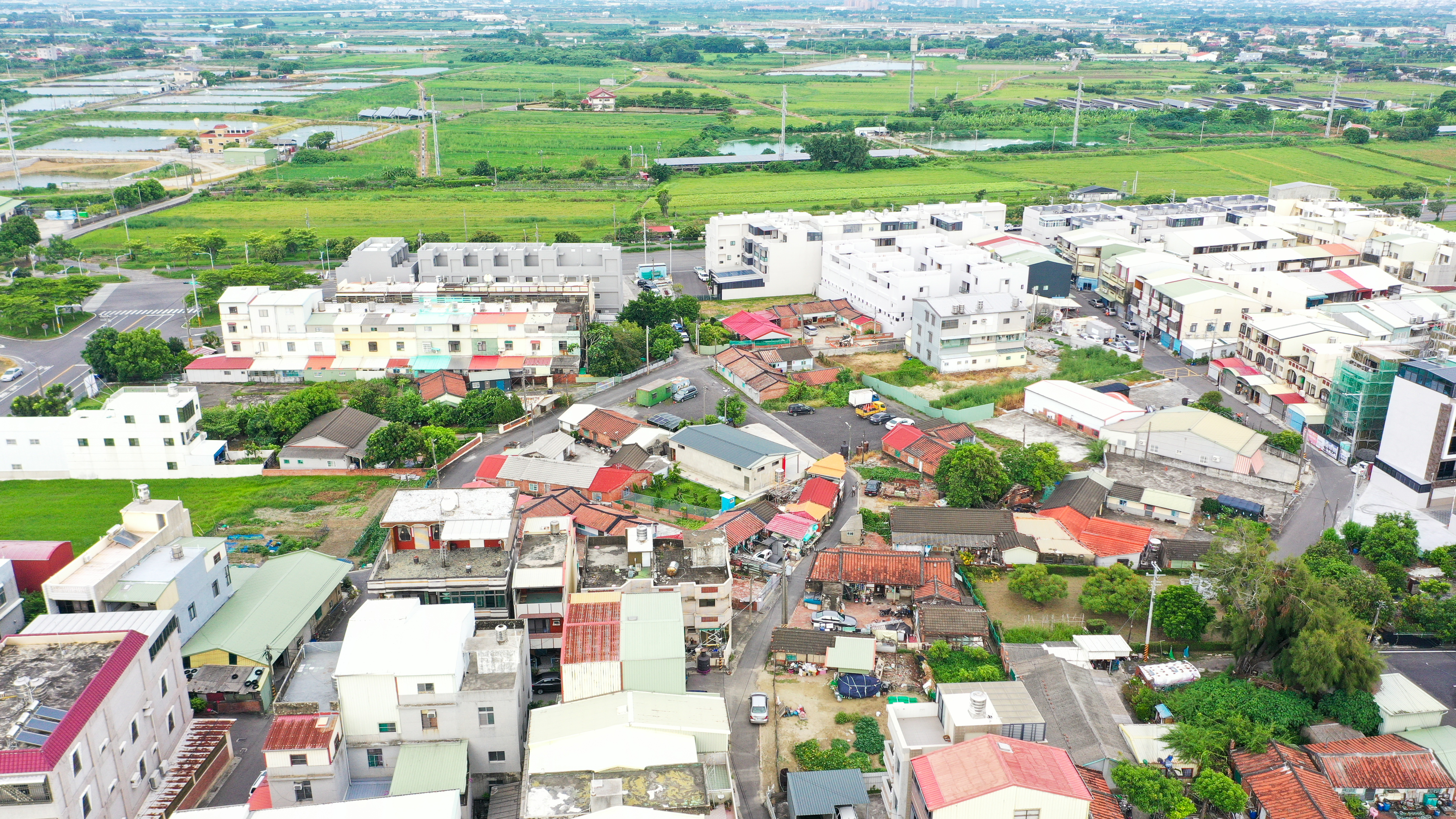
學甲下社東竹圍 - 空照-1
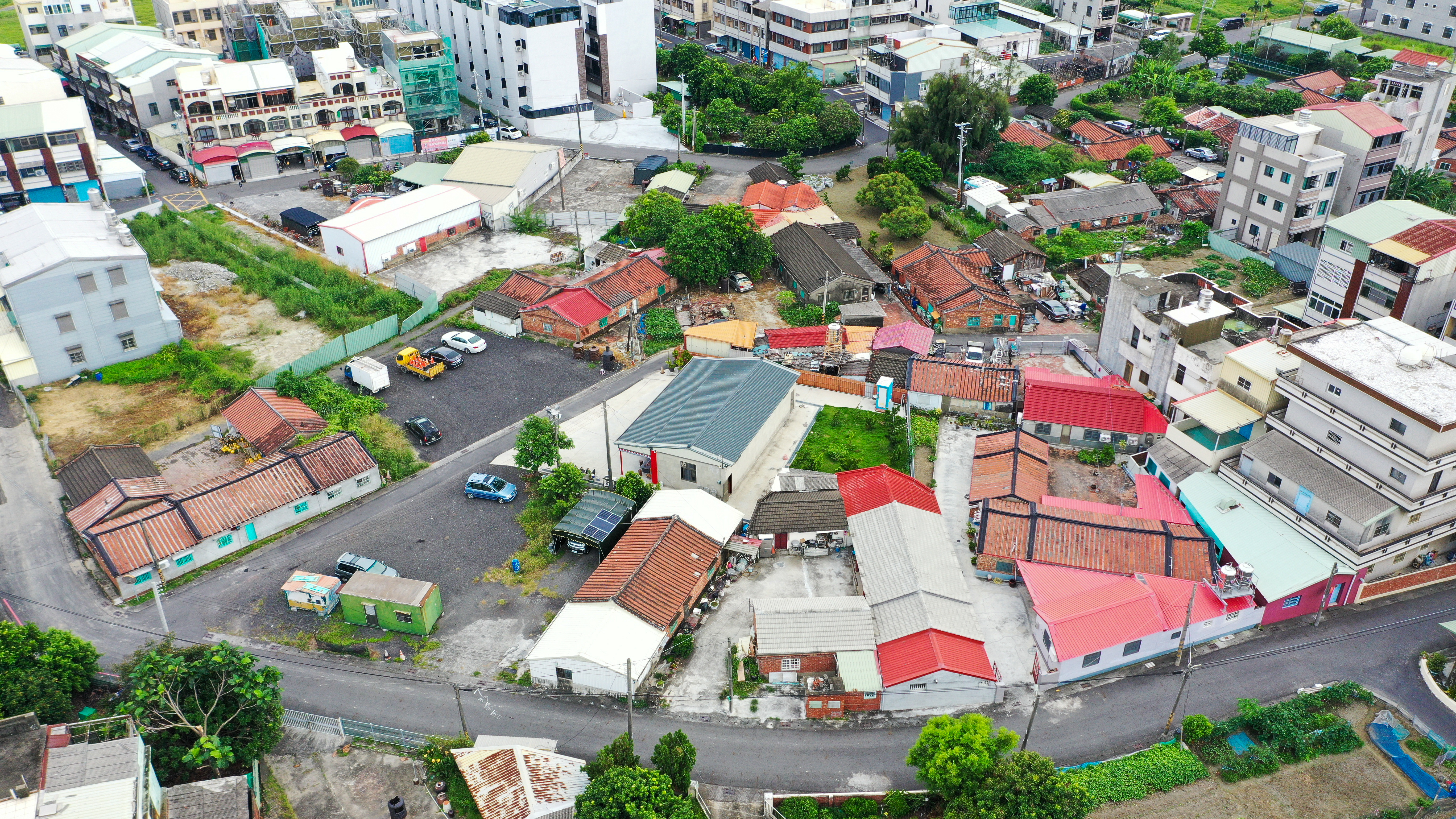
學甲下社東竹圍 - 空照-2
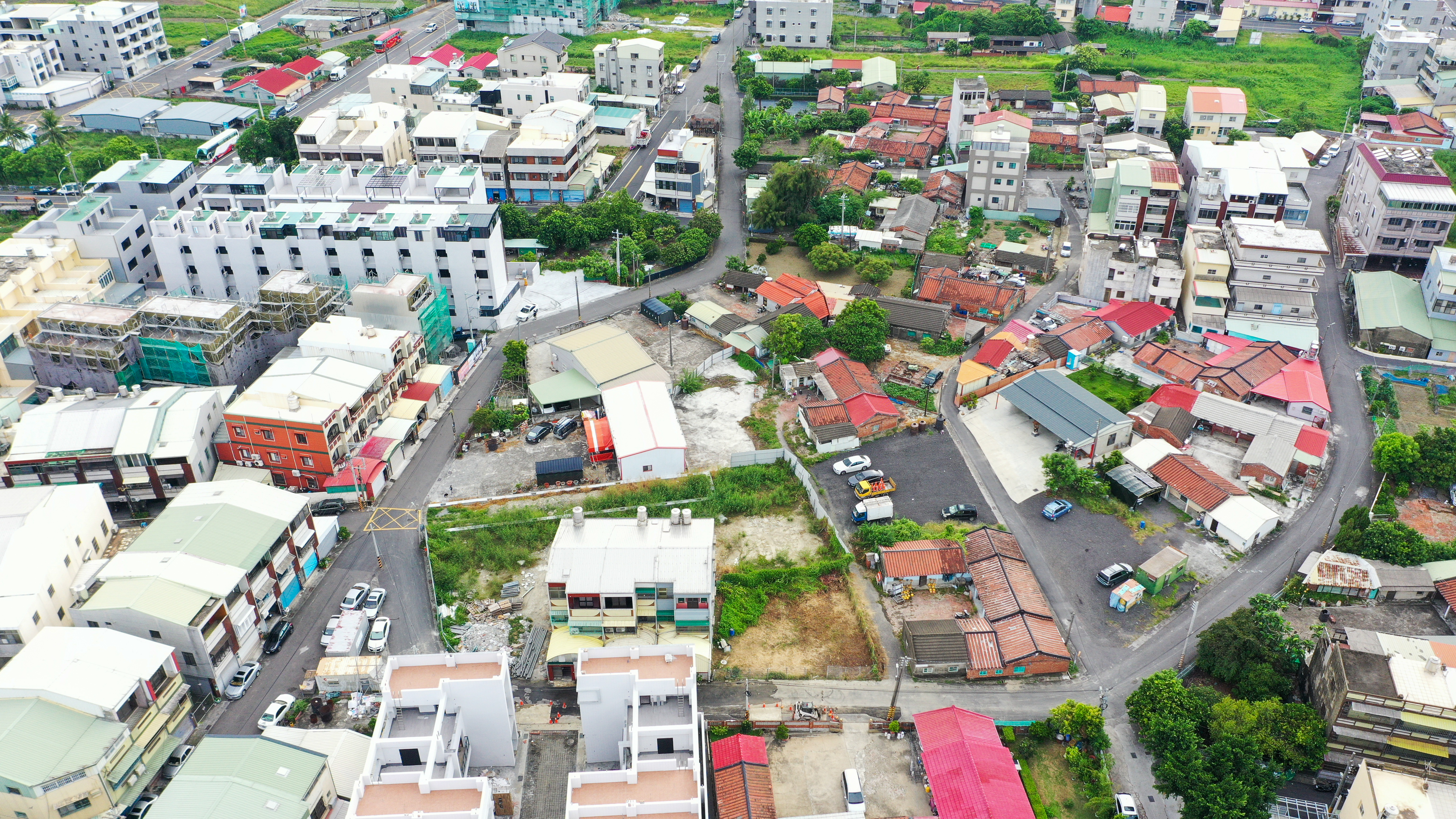
學甲下社東竹圍-李府千歲壇空照